# Lido (cabaret)
Pour les articles homonymes, voir Lido.
Le Lido (ou Lido de Paris) est un ancien cabaret parisien, désormais théâtre (sous le nom de Théâtre du Lido) situé 116 bis avenue des Champs-Élysées (8e). Ouvert en 1946 par Joseph et Louis Clerico, le lieu est célèbre pour ses spectacles dans lesquels se produisent danseurs, chanteurs et artistes divers. 
En 2022, le lieu se réinvente, se rebaptise Lido2 et propose des attractions immersives et des comédies musicales.

## Histoire

### Un premier Lido: une piscine à spectacle
Situé à l'origine, avant la Seconde Guerre mondiale, 78 avenue des Champs-Élysées, le Lido, fondé en 1928, à l'initiative de l'industriel Francisque Chaux (1851-1949), est un lieu de divertissements, de spectacles aquatiques et de baignades des classes sociales favorisées. La décoration signée René Berger, est inspirée par Venise et sa célèbre plage du Lido et qui a connu une grande vogue à la Belle Époque sous le nom de « La Plage de Paris ».

### De la salle de spectacle au cabaret
En 1933, à la suite d'une liquidation judiciaire, l'établissement ferme. En 1936, Léon Volterra en prend la direction et remplace la piscine par une salle de spectacle.
D'origine italienne, Joseph et Louis Clerico rachètent le Lido à Léon Volterra en 1946. Ils le transforment entièrement et inaugurent la nouvelle salle de spectacle le 20 juin avec une première revue intitulée Sans rimes ni raison. Avec la collaboration de Pierre-Louis Guérin puis de René Fraday, le Lido développe la formule « dîner-spectacle ». Le Lido, métamorphosé, attire le Tout-Paris.
En 1948, Margaret Kelly dite « Miss Bluebell » et sa compagnie de danse, les « Bluebell Girls », rejoignent les loges du Lido.
En 1955, les frères Clerico inaugurent une franchise au Stardust de Las Vegas, qui propose des spectacles jusqu'en 1992.

### Une nouvelle adresse
Le succès du Lido conduit ses exploitants à ouvrir une nouvelle salle de spectacles et à s’agrandir en 1977 sous la direction de Jean-Robert Boudre plus haut sur les Champs-Élysées dans l’immeuble Normandie, au 116 bis, sur plus de 6 000 m2 de surface. Une salle panoramique sans poutres sur deux niveaux de 1 150 places est créée par les architectes italiens Giorgio Vecchia et Franco Bartoccini. Un ascenseur permet au parterre, où sont assis 300 convives pendant le dîner, de s’enfoncer de 80 cm dans le sol pour assurer une bonne visibilité.
Édith Piaf, Marlene Dietrich, Joséphine Baker, les sœurs Kessler, Laurel et Hardy, Dalida, Shirley MacLaine ou encore Elton John, se sont produits sur la scène du cabaret.
27 revues ont été créées depuis 1946, la revue Paris Merveilles a été lancée le 2 avril 2015, elle est jouée tous les soirs de la semaine.
L'établissement est normalement ouvert 365 jours par an et propose deux spectacles par soir.
En 2006, le groupe Sodexo entre au capital du Lido. En 2009, Sodexo devient actionnaire à 100 % après le retrait définitif des Clérico. Nathalie Szabo-Bellon, fille du fondateur de Sodexo, et directrice générale de Sodexo Prestige, devient alors la présidente du cabaret.
Début 2022, Accor rachète le cabaret à Sodexo. Le nouvel actionnaire annonce en mai la transformation du cabaret en une salle destinée à la comédie musicale dont la direction a été confiée à Jean-Luc Choplin, et annonce la suppression de 157 emplois sur 184. Le plan social est homologué le 3 août et officialise finalement la suppression de 151 postes après des négociations pour sauver six emplois.
Le 4 août 2022, le Lido présente son dernier dîner-spectacle et baisse le rideau sur sa 27e revue, Paris Merveilles.
En septembre 2022, le Lido de Paris opère sa transformation et se réinvente en Lido2. Une nouvelle programmation inédite et créative est proposée deux fois par an, dans une salle métamorphosée. Le 1er décembre 2022, cette mythique salle des Champs-Élysées rouvre avec une nouvelle production, Cabaret, mise en scène par Robert Carsen. C'est la première fois que cette comédie musicale culte est donnée à Paris dans sa version originale en anglais surtitré.
Lido est aujourd'hui l'un des trois plus grands music-hall de France avec le Moulin Rouge et le Royal Palace.

## Les revues du Lido
- 1946 : Sans rîmes ni raisons
- 1946 : Mississipi
- 1947 : Made in Paris
- 1948 : Confetti
- 1949 : Bravo
- 1950 : Enchantement
- 1951 : Rendez-vous
- 1953 : Voilà
- 1954 : Désirs
- 1955 : Voulez-vous
- 1956 : C'est magnifique
- 1957 : Prestige
- 1959 : Avec plaisir
- 1961 : Pour vous
- 1962 : Suivez-moi
- 1964 : Quelle nuit
- 1966 : Pourquoi pas ?
- 1969 : Grand Prix
- 1971 : Bonjour la nuit
- 1973 : Grand Jeu
- 1977 : Allez Lido
- 1981 : Cocorico
- 1985 : Panache
- 1990 : Bravissimo
- 1994 : C'est magique
- 2003 : Bonheur
- 2015 : Paris Merveilles[13]

## Paris Merveilles
Paris Merveilles est la 27e et dernière revue en date du Lido. La première a eu lieu le 3 avril 2015. Ce spectacle conçu et mis en scène par Franco Dragone a requis quatre mois de fermeture et de travaux pour transformer la salle et accueillir la nouvelle machinerie. Les décors sont signés Jean Rabasse, les costumes ont été créés par le styliste Nicolas Vaudelet à l’atelier Dragone de La Louvière (Belgique). Les musiques sont signées d'Yvan Cassar, sur des textes de Saule, les chorégraphies sont de Benoit Swan Pouffer.

## Les spectacles du Lido 2
- Novembre 2022 - Février 2023 : Cabaret, mis en scène par Robert Carsen
- Décembre 2023 - Février 2024 : A Funny Thing Happened on the Way to the Forum de Stephen Sondheim
- Février 2024 - Avril 2024 : The Rocky Horror Show de Richard O'Brien
- Octobre 2024 : The Magic Flute Second Chapter (titre provisoire) de Damon Albarn
- Novembre 2024 - Janvier 2025 : Hello, Dolly! de Michael Stewart et Jerry Herman

- Avril 2025 - Juin 2025 : Titanique de Marla Mindelle, Constantine Rousouli et Tye Blue ; mise en scène par Tye Blue
- Octobre 2025 : Les Demoiselles de Rochefort

## Les Bluebell Girls

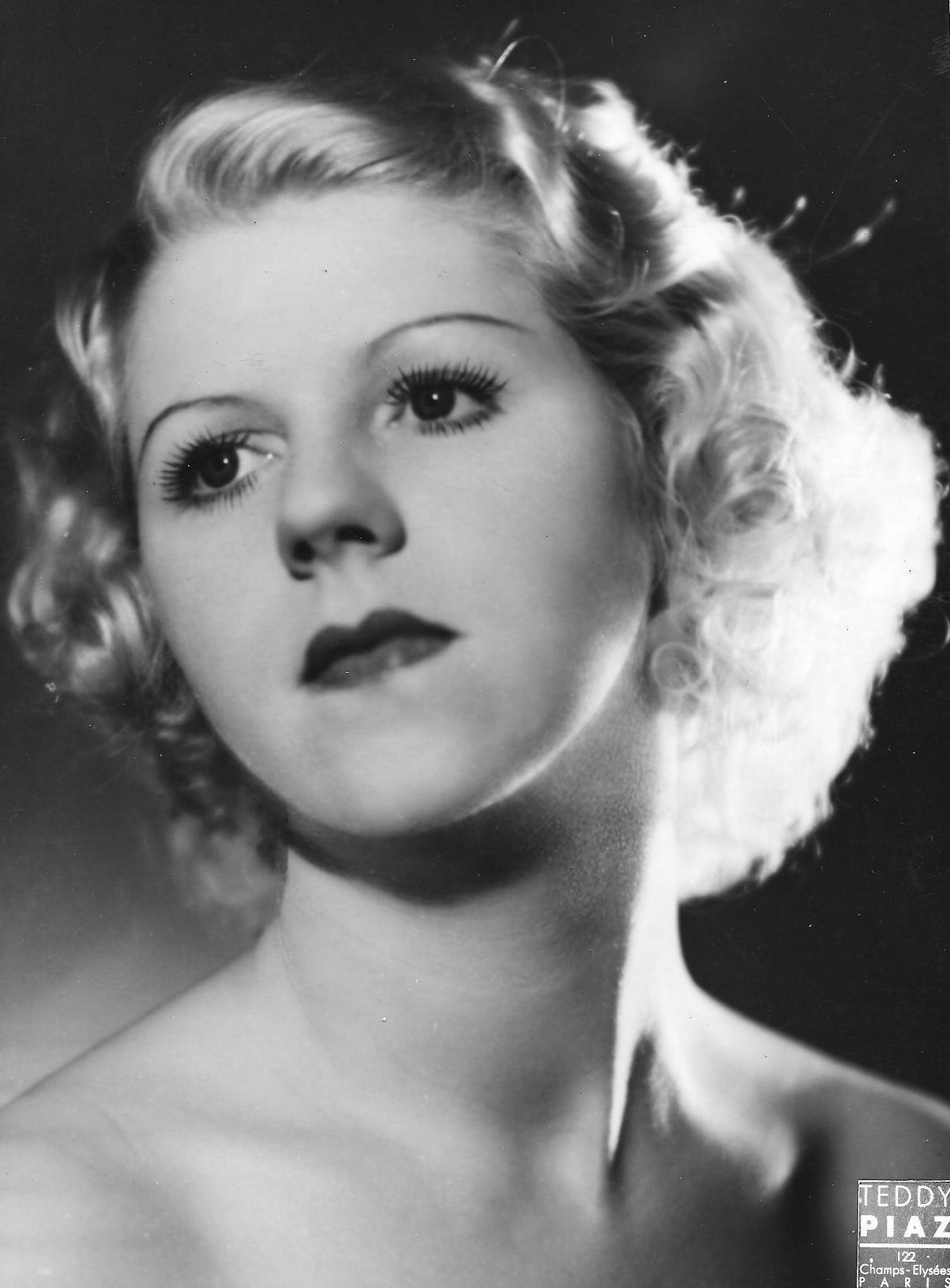
Margaret Kelly « Miss Bluebell ».

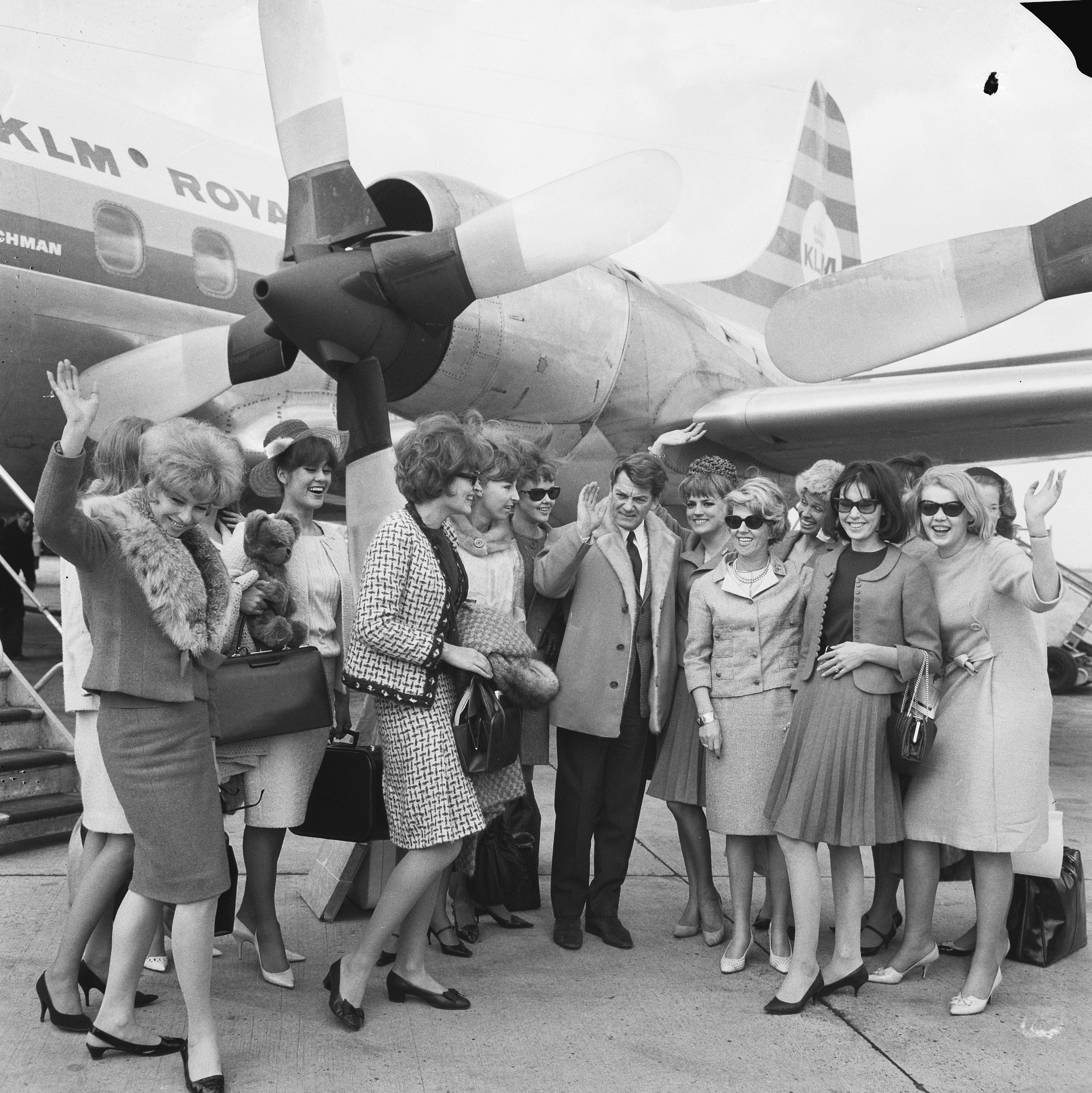
Blue Bell Girls du Lido, arrivant à l'aéroport d'Amsterdam-Schiphol. Entouré par elles : Jean Marais.

Margaret Kelly, surnommée « Miss Bluebell » en raison de la couleur de ses yeux, fonde en 1932, la troupe des Bluebell Girls, qui rejoint le Lido en 1948.
La hiérarchie des Bluebell girls dans la revue Paris Merveilles est la suivante : 
- les Bluebell Girls sont les danseuses qui ne sont pas seins nus ;
- les Belles sont les danseuses seins nus ;
- les Sublimes sont les solistes ;
- les Boys.

Chaque ligne est dirigée par un capitaine.
Le ballet des Bluebell Girls est dirigé par Miss Bluebell jusqu'en 1986, puis son assistant Pierre Rambert reprend la direction du ballet pendant 28 ans jusqu'en 2014. Jane Sansby est la maîtresse de ballet jusqu’en 2022 et la transformation du cabaret en salle de spectacles.

## Au cinéma
- 1940 : Paradis perdu d'Abel Gance
- 1949 : Je n'aime que toi de Pierre Montazel
- 1956 : Paris, Palace Hôtel d'Henri Verneuil
- 1960 : À bout de souffle de Jean-Luc Godard
- 1966 : Le Deuxième souffle de Jean-Pierre Melville
- 1967 : Le Samouraï de Jean-Pierre Melville
- 1977 : L'Animal de Claude Zidi
- 2009 : Eden à l'ouest de Costa-Gavras
- 2016 : Befikre

## Accès
Ce site est accessible par la ligne 1 du métro de Paris à la station George V et par la ligne A du RER à la gare de Charles-de-Gaulle - Étoile.